# Mesoxantha katera
Mesoxantha katera är en fjärilsart som beskrevs av Stoneham 1935. Mesoxantha katera ingår i släktet Mesoxantha och familjen praktfjärilar. Inga underarter finns listade i Catalogue of Life.